# 25 mars 1985
Le lundi 25 mars 1985 est le 84e jour de l'année 1985.

## Naissances
- Arieh Worthalter, acteur belge
- Beníto Guerra, pilote de rallyes mexicain
- Cyril Miranda, fondeur français
- Daniel Dhers, cycliste vénézuélien
- Gustavo Oberman, footballeur argentin
- Ken Takakuwa, nageur japonais
- Leigh Julius, sprinteur sud-africain
- Luise Heyer, actrice allemande
- Mad Clown, Rappeur Sud-coréen
- Mame-Marie Sy-Diop, joueuse de basket-ball française
- Nicolás Navarro, footballeur argentin
- Norm Ender, rappeur turc
- Robert Maah, footballeur français
- Thomas Pagès, pilote français de freestyle motocross
- Víctor Cáceres, footballeur paraguayen
- Wael Bellakhal, joueur tunisien de football
- Watisoni Votu, joueur de rugby à XV fidjien
- Wilfried Bingangoye, athlète gabonais
- Yūsuke Kobayashi, comédien de doublage japonais

## Décès
- Žarko Jovanović (né le 26 décembre 1925), musicien tsigane serbe
- Georges Salendre (né le 1 mars 1890), sculpteur français
- Zvee Scooler (né le 1 décembre 1899), acteur américain

## Événements
- 57e cérémonie des Oscars
- Début de championnat du monde de curling masculin 1985
- Sortie du film soviétique L'Invitée du futur
- Début de la Coupe de Palm Beach en tennis